# 찰스 암스트롱
찰스 킹 암스트롱(Charles King Armstrong)은 미국의 조선민주주의인민공화국 연구가이다.
2005년부터 2020년까지 미국 컬럼비아 대학교에서 한국학 교수(정년 보장)로 재직했다. 2017년에 그의 저서의 표절 사실이 확인되었고, 2020년에 대학 당국에 의해 퇴직당했다.

## 학력
- 예일 대학교 학사 (1984)
- 런던 정치경제대학교 석사 (1986)
- 시카고 대학교 박사 (1994)[3]

## 경력
- 콜롬비아 대학교 교수 (1996~2020; 강제 사직)
- 서울대학교 국제대학원 방문 교수 (2008)

## "약자의 폭정"에 관한 논란
찰스 암스트롱은 2013년에 "약자의 폭정: 북한과 전세계, 1950-1992"(Tyranny of the Weak: North Korea and the World, 1950-1992)이라는 책을 발간하였다. 이 책은 2014년에 존 페어뱅크 상을 수상하였다.
그런데 이 책은 북한학을 연구하는 여러 학자들로부터 비판을 받있다. 학자들은 "약자의 폭정"에서 헝가리 출신 북한학자 샬론타이 발라쉬의 "흐루쇼프 시대의 김일성"이라는 책과 거의 동일한 부분이 많으며, 특히 암스트롱이 "약자의 폭정"의 각주 중 수십 개에 걸치는 각주에서 아예 존재하지 않는 사료 및 날조된 사료를 사용했다고 주장하였다.
 샬론타이는 표절, 사료조작 및 날조 의혹이 있는 각주 중에서 일부분을 정리해서 76개의 목록을 작성하였다.
하지만, 전 주북한 임시대리대사였던 제임스 허어(James Hoare)는 이 문제가 있는 각주들이 명백한 착오일 수도 있다고 주장하였다.
북한 전문 매체인 NK News는 찰스 암스트롱에게 코멘트를 요청했을 때 그는 "나를 비판하는 학자들이 언급하는 문제에 대하여 코멘트를 하지 않겠다"고 말했다
나중에 암스트롱은 자신의 블로그에서 입장을 밝혔다.
그는 "약자의 폭정"에서 52개의 문제점들을 고쳤고, 출판사에 제출했다고 주장하였다.
이 논란에 관한 한국어, 영어 그리고 중국어 매체의 보도가 나왔다.
마침내 "약자의 폭정"에서 다수의 표절 및 날조된 각주가 존재함이 확인되었고, 존 페이뱅크 상을관리하는 미국 역사 학회의 위원회의 요구에 따라 2017년에 암스트롱은 존 페어뱅크 상을 반납했다.

### 컬럼비아 대학교의 검토의 결과
2019년 9월 10일에 컬럼비아 대학교는 암스트롱의 행위를 검토해서 그가 표절을 한 것을 확정했다. 대학교는 암스트롱이 2020년에 교수직에서 사직할 예정이라고 밝혔다. 컬럼비아 대학교 사이트에서 그의 프로파일은 제거되었다.

## 나머지 암스트롱의 연구 문헌에 관한 의혹
‘’’약자의 폭정’’ 이외에도 암스트롱의 다양한 논문과 학술 단행본에서 표절과 위조 사료가 존재한다는 의혹이 제기되었다. 여러 북한사 연구자들은 2005년 찰스 암스트롱이 쓴 “형제적 사회주의”(Fraternal Socialism)라는 논문 2006년에 쓴 “중심에 있는 한반도” (Korea at the Center) (2006) 라는 공저 단행본, 2008년에 나온 “두개의 코리아” (The Koreas)라는 단독 단행본 그리고 2016년에 나온 “북한과 소원의 교육” (North Korea and the Education of Desire)라는 책 챕터에서.”약자의 폭정”과 유사한 표절, 위조 사료를 사용했다고 주장했다.
그러나 이 컬럼비아 대학교는 이 의혹에 대한 공식 입장을 밝히지 않았다.

## 저작
- 2013 — Tyranny of the Weak: North Korea and the World, 1950-1992
- 2006 — The Koreas
- 2003 — The North Korean revolution, 1945-1950
- 1994 — The origins and future demise of the Democratic People's Republic of Korea
- 1994 — State and social transformation in North Korea, 1945-1950 (박사 학위 논문)